# گورکن (فیلم ۱۳۶۳)
گورکن (فیلم) فیلمی به کارگردانی محمدرضا هنرمند و نویسندگی محسن راستانی ساختهٔ سال ۱۳۶۳ است.

## بازیگران
- فرج‌الله سلحشور
- سعید کشن‌فلاح
- هادی پورفتحی
- علی بیدلی
- عبدالرضا ملهمی
- فروغ آدینه
- عبدالحسین سخاوت
- محمداسماعیل یارمحمدی
- الهام گلستان‌باغ
- آنا ملهمی
- خدیجه علیپور
- طلا آدینه
- معصومه کوتاهی‌نژاد
- مطهره برادری
- فرشته کوتاهی‌نژاد
- محمود نوروز
- حسین گلستان‌باغ
- مجتبی فراورده
- علی شاه‌حاتمی
- محمدحسین صائمی
- یدالله مجیدی
- عظیم تنانی
- مجیده علیپور
- عباس برزن
- جاسم کعب
- حمید خاتون
- احمد آدینه